# Richard Foqué
Richard Karel Valère Foqué (1943) is een Belgisch architect en hoogleraar in de architectuur– en ontwerpwetenschappen en dichter

## Algemeen
Foqué studeerde architectuur burgerlijk ingenieur architect aan de Universiteit Leuven, specialiseerde aan de Hochschule für Gestaltung en het Institute of Science and Technology van de Manchester University. Hij was oprichter en ceo van het architectenbureau FDA, een bureau gespecialiseerd in complexe ontwerpopdrachten, in het bijzonder projecten in de gezondheidszorg. Hij was hoogleraar verbonden aan het Henry van de Velde Instituut, sinds 2005 is hij gewoon hoogleraar in de architectuur- en ontwerpwetenschappen aan het Hoger Instituut voor Architectuurwetenschappen Henry van de Velde in Antwerpen en sinds 2008 gewoon hoogleraar emeritus. Verder doceerde Foqué als gastprofessor aan diverse buitenlandse universiteiten waaronder de Technische Universiteit Delft en de Carnegie Mellon University, School of Architecture. Sinds 1997 was hij ook eerst voorzitter en later decaan van het Departement Ontwerpwetenschappen van de Artesis Hogeschool Antwerpen, sinds 2013 Faculteit Ontwerpwetenschappen van de Universiteit Antwerpen.
Zijn architecturaal oeuvre bestaat uit meer dan 200 gebouwen in de domeinen van de gezondheidszorg, openbare gebouwen, kantoren en sociale huisvesting. Winnaar ook van een groot aantal architectuurwedstrijden -en prijzen. Hij is auteur van tientallen wetenschappelijke artikelen over ontwerpen en architectuur. Zijn meest recente boek “Building Knowledge in Architecture” verscheen in 2010 bij The University Press Antwerp.
Hij schrijft zowel in het Nederlands als in het Engels.
Als dichter debuteerde hij in 1967 bij De bladen van de poëzie met de bundel “Alleen kringen”.
Sindsdien publiceerde hij meerdere dichtbundels, “De Dieren Komen” (1969, De Bladen voor de Poëzie, Lier), “Drie Millivolt van Oneindig” (1972, Yang, Gent), “Te laat het Landschap” (2011, Kleinood & Grootzeer, Bergen op Zoom), “Equinox” (2011, Kleinood & Grootzeer, Bergen op Zoom), een bibliofiele tweetalige (Nederlands/Engels) kunstuitgave van 7 gedichten en 7 aquatinten van André Goezu, “The Oregon Songs” (2011, The International Arts Magazine The Green Door, Vol. 6), “De grote rokade” (2012, Uitgeverij P, Leuven), “Hier staan wij” (2015, Uitgeverij P, Leuven), "Ici Nous sommes" (2017, Ed. L'Harmattan, Paris) en "Vermoeden van licht (2017, Uitgeverij P, Leuven). In 2018 verschijnt in de Parnassus reeks van Uitgeverij P een verzamelbundel van geselecteerde gedichten door Bert Bevers met een uitgebreide toelichting door prof. A. Van den Braembussche en een nawoord door zijn Franse vertaler Pierre-Jean Brassac. In 2019 volgt een Engelstalige bundel in samenwerking met fotograaf Christian Clauwers. In 2021 verschijnt eveneens bij Uitgeverij P "Wat is er van de nacht?", geïllumineerd met originele etsen van kunstenaar Els Vos.
Daarnaast werden zijn gedichten gepubliceerd in diverse bloemlezingen en literaire tijdschriften waaronder Heibel, Yang, Grafiek+Gedichten, Revolver, Dighter, Balustrada, Kalmenzone, Pro Libris en Gierik-Nieuw Vlaams Tijdschrift.
Zijn gedichten werden vertaald in het Engels, Frans, Duits, Pools en Indonesisch.
Hij is curator van “Dichter bij Beeld”, een reeks permanente poëziewandelingen in het Middelheim openluchtmuseum voor beeldhouwkunst te Antwerpen, medestichter van het jaarlijkse internationaal poëziefestival “Dichters in het Elzenveld” in de periode 1993 tot 2005, redactielid van Gierik & Nieuw Vlaams Tijdschrift van 2010 tot 2018, bestuurslid van de Vereniging van Vlaamse Letterkundigen en bestuurslid van de Middelheimpromotors VZW.
Dichtbundels:
- Alleen kringen, De Bladen voor de Poëzie, Lier ; jaargang 14, nr 9, 1967
- De dieren komen, De Bladen voor de Poëzie, Lier ; jaargang 17, nr. 10, 1969
- Drie millivolt van oneindig, Yang, Gent, 1972.
- “Te laat het landschap″, Kleinood & Grootzeer, Bergen op Zoom, 2011.
- “Equinox”, Kleinood & Grootzeer, Bergen op Zoom, 2011.
- “De grote rokade”, Uitgeverij P, Leuven, 2012.
- “Hier staan wij”, Uitgeverij P, Leuven, 2015.
- "Ici nous sommes", Ed. L'Harmattan, Paris, 2017.
- "Vermoeden van licht", Uitgeverij P, Leuven, 2017.
- "Alleen maar later", Uitgeverij P, Leuven, 2018.
- "Waves", Uitgeverij ander-zijds, 2019.
- "Wat is er van de nacht?", Uitgeverij P, 2021.
- "De weg terug", Uitgeverij P, 2023.

Boeken over architectuur en ontwerptheorie:
- Ontwerpsystemen : een inleiding tot de ontwerptheorie, Utrecht [enz.] : Het Spectrum, 1973.
- “Inhabiting a Finite but Equitable World”, with J. Trapman and F. Muller, Ministry of Housing and Physical Planning of the Netherlands”, The Hague, 1976.
- “Wonen met de Wereld.”, samen met J. Trapman en F. Muller, Het Spectrum, Utrecht-Antwerpen, 1977.
- “Building Knowledge in Architecture”, Antwerp University Press, 2010.